# Bóltfelagið 1936
Il B36 Tórshavn (Bóltfelagið 1936) è una società calcistica faroese con sede nella città di Tórshavn. Milita in Formuladeildin, la massima divisione del campionato nazionale.

## Storia
Fondata nel 1936, vanta 11 campionati nazionali (l'ultimo nel 2015) e 5 Coppe di Lega. Attualmente nelle Isole Fær Øer è l'unica squadra che ha superato un turno di Coppa UEFA e un turno di Champions League. La rivalità maggiore è quella con l'HB Tórshavn.
Nel 2012 la squadra viene sconfitta soltanto ai rigori dopo due 0-0 contro il Linfield nel primo turno di qualificazione alla Champions.
UEFA Europa League 2018-2019
Nel turno preliminare elimina il St Joseph, squadra di Gibilterra, pareggiando 1-1 in entrambi i match, risolti solo dai calci di rigore. Nel turno successivo sfida il Mladost Podgorica e, dopo un pareggio senza reti in casa, il B36 Torshavn vince a sorpresa in terra montenegrina per 2-1. Il raggiungimento del secondo turno preliminare è un traguardo storico per una compagine delle isole Far Oer, ma il loro cammino si interrompe incontrando il Beşiktaş, squadra turca nettamente superiore per livello tecnico; i turchi ne escono vincenti con un 2-0 inflitto in trasferta per poi schiacciare gli avversari con un tennistico 6-0. 
UEFA Europa League 2020-2021. 
Nel turno preliminare batte 2-1 in gara secca a Gibilterra il St Joseph's (a porte chiuse, come da disposizioni UEFA onde evitare l'aumento dei contagi da COVID-19). Nel primo turno affronta il club estone del Levadia Tallinn, giocando in casa in gara secca, passa il turno vincendo 4-3(dts). Nel secondo turno affronta in casa, in gara secca, la squadra gallese The New Saints vincendo 5-4 (dcr) e passa ancora una volta il turno, raggiungendo per la prima volta nella storia del calcio faroese il terzo turno. (Record superato lo stesso dal KÍ Klaksvík che raggiunge l'ultimo turno preliminare). Nel terzo turno incrocia il prestigioso club bulgaro CSKA Sofia perdendo 3-1 e venendo eliminata dalla competizione.

## Organico

### Rosa 2020
Aggiornata al 16 settembre 2020.
| N. |                    | Ruolo | Calciatore           |
| -- | ------------------ | ----- | -------------------- |
| 1  | Fær Øer (bandiera) | P     | Rói Hentze           |
| 2  | Fær Øer (bandiera) | D     | Andrias Eriksen      |
| 3  | Fær Øer (bandiera) | C     | Magnus Jacobsen      |
| 4  | Fær Øer (bandiera) | D     | Bjarni Petersen      |
| 5  | Fær Øer (bandiera) | D     | Sonni Nattestad      |
| 6  | Fær Øer (bandiera) | C     | Eli Nielsen          |
| 7  | Fær Øer (bandiera) | A     | Árni Frederiksberg   |
| 8  | Fær Øer (bandiera) | C     | Stefan Radosavljevic |
| 10 | Fær Øer (bandiera) | D     | Erlendur Magnusson   |
| 11 | Fær Øer (bandiera) | A     | Benjamin Heinesen    |
| 12 | Fær Øer (bandiera) | D     | Alex Mellemgaard     |
| 13 | Fær Øer (bandiera) | D     | Erling Jacobsen      |

| N. |                      | Ruolo | Calciatore         |
| -- | -------------------- | ----- | ------------------ |
| 14 | Fær Øer (bandiera)   | A     | Hannes Agnarsson   |
| 15 | Fær Øer (bandiera)   | A     | Hugin Samuelsen    |
| 16 | Fær Øer (bandiera)   | P     | Símun Rógvi Hansen |
| 17 | Fær Øer (bandiera)   | D     | Mattias Joensen    |
| 18 | Fær Øer (bandiera)   | D     | Andreas Thomsen    |
| 20 | Fær Øer (bandiera)   | C     | Andrass Johansen   |
| 21 | Fær Øer (bandiera)   | A     | Brian Jakobsen     |
| 22 | Danimarca (bandiera) | A     | Sebastian Pingel   |
| 24 | Fær Øer (bandiera)   | C     | Ragnar Samuelsen   |
| 28 | Polonia (bandiera)   | C     | Michał Przybylski  |
| 30 | Fær Øer (bandiera)   | C     | Martin Agnarsson   |

## Palmarès

### Competizioni nazionali
- Formuladeildin: 11

1946, 1948, 1950, 1959, 1962, 1997, 2001, 2005, 2011, 2014, 2015
- Løgmanssteypið: 7

1965, 1991, 2001, 2003, 2006, 2018, 2021
- Supercoppa delle Fær Øer: 1

2007
- 1. deild: 3

1952, 1971, 1985

### Competizioni internazionali
- Atlantic Cup: 1

2006

## Risultati competizioni europee

### Panoramica
| Competizione      | Incontri | V | P | S  | GF | GS |
| ----------------- | -------- | - | - | -- | -- | -- |
| Champions League  | 14       | 2 | 3 | 9  | 12 | 30 |
| Europa League     | 7        | 0 | 2 | 5  | 5  | 12 |
| Coppa UEFA        | 14       | 1 | 2 | 11 | 11 | 37 |
| Coppa delle Coppe | 2        | 0 | 1 | 1  | 1  | 2  |
| Coppa Intertoto   | 4        | 0 | 0 | 4  | 2  | 15 |
| TOTALE            | 36       | 2 | 7 | 27 | 26 | 89 |

## Allenatori
- Petur Simonsen (1990–92)
- Jacek Burkhardt (1993–94)
- Páll Guðlaugsson (1994)
- Petur Simonsen (1995)
- Jógvan Nordbúð (1996)
- Tomislav Sivić (1997–99)
- Per Olov Andersson (2000)
- Piotr Krakowski (2000–02)
- Ion Geolgău (2002–03)
- Jóannes Jakobsen (2004)
- Sigfríður Clementsen (2005–06)
- Kurt Mørkøre (2007)
- Heðin Askham (2008)
- Mikkjal Thomassen (2009)
- Milan Cimburović (2009)
- Sigfríður Clementsen (2009–10)
- Allan Mørkøre (2010)
- John Petersen (2011)
- Mikkjal Thomassen (2011–13)
- Sámal Erik Hentze (2014–2018)

## Stagioni passate
- 2008
- 2012
- 2014